# 개성 고씨
개성 고씨(開城 高氏)는 개성을 본관으로 하는 한국의 성씨이다.

## 시조
개주 고씨(開州高氏)의 시조 고령신(高令臣, 1045년 ∼ 1116년)은 어려서 고아로 자랐으나 고려 문종 때 문과에 급제하여 1098년(숙종 3년) 우찬선대부(右贊善大夫)를 거쳐 이부낭중(吏部郎中) 추밀원우승선(樞密院右承宣)이 되었다. 1101년 어사중승(御史中丞)으로 동북면병마사(東北面兵馬使)가 되고 이어 형부시랑(刑部侍郎) 우간의대부(右諫議大夫)에 올랐다. 1105년 예종이 즉위하자 비서감(秘書監) 직문하성(直門下省)이 되고, 1106년 경상도에 홍수가 나자 좌산기상시(左散騎常侍)로서 안무사(按撫使)로 파견되어 공전세(公田稅)를 감면시켜 백성의 구제했다. 1108년(예종 3) 상서로서 서북면병마사가 되고 1109년 동지추밀원사를 거쳐 이부상서(吏部尙書) 지추밀원사(知樞密院事)에 올랐다. 1113년 검교사공(檢校司空) 참지정사(參知政事)가 되어 종2품 참지정사(參知政事)로 치사하였다. 청렴하고 검소하여 죽었을 때 집에 남은 재물이 없었다고 한다. 시호는 양경(良敬)이다.

## 인물
- 고사경(高士褧) : 9세손. 증조부는 동지밀직사사 고세(高世)이고, 할아버지는 합문지후(閤門祗侯) 고대명(高大明)이며, 아버지는 판도판서(版圖判書) 고영(高瑛)이다. 고려 우왕 때 지인상서(知印尙書)를 지내고, 1392년 조선이 개국한 뒤 보문각직학사(寶文閣直學士)를 역임하였다. 조선 개국초에 김지(金祗) 등과 함께 이두(吏讀)로 자구를 직해한 『대명률직해(大明律直解)』를 편술하였으며, 동지중추부사(同知中樞府事)에 이르렀다.
- 고약해(高若海, 1377년 ~ 1443년) : 1393년(태조 2) 성균시(成均試)에 합격하였고, 효행으로 천거를 받아 공안부주부(恭安府注簿)에 제수되었다. 1418년(태종 18) 형조정랑을 지내고, 장령·경창부소윤(慶昌府少尹)을 거쳐 예조참의·이조참의·충청도관찰사·한성부윤·형조참판·대사헌을 지냈다. 1442년 개성부유수로 나갔다가 임지에서 죽었다. 시호는 정혜(貞惠)이다.
- 고만해 (1380~1447년): 고약해의 동생으로 1398년(태조 7) 역과에 합격하였고, 당시 명나라를 유람한 경험을 바탕으로 명고유람기를 저술했으나 임진왜란 때 소실되었다.
- 고상안(高尙顔, 1553년 ~ 1623년) : 할아버지는 충순위증판결사 고극공(高克恭)이고, 아버지는 증 한성우윤 고천우(高天佑)이며, 1573년(선조 6) 진사가 되고, 1576년(선조 9)에 문과에 급제해 함창현감·풍기군수 등을 지냈다. 1592년(선조 25)에 임진왜란이 일어나자, 향리인 상주 함창에서 의병 대장으로 추대되어 큰 공을 세웠다. 1601년(선조 34) 지례현감·함양군수를 거쳐 울산판관을 지냈다. 「농가월령가(農家月令歌)」를 저술하였다.
- 고시언(高時彦, 1671년 ~ 1734년) : 1687년(숙종 13) 역과(譯科)에 급제하여 역관으로 2품에 올랐다. 한시에 뛰어나 당풍(唐風)을 본받은 4대시인으로 일컬어졌다. 세조 때부터 영조 때까지의 서민시(庶民詩)를 수집하여 『소대풍요(昭代風謠)』를 편찬하였다.
- 고유(高裕, 1722년 ~ 1779년) : 1741년(영조 17) 생원이 되었고, 1743년 정시문과에 병과로 급제하여 병조좌랑·창녕현감·경상도사·정언·지평·필선·장령을 거쳐 1777년 승지에 올랐다. 1796년 청백리에 녹선되었다.

- 고병익(高柄翊, 1924년 ~ 2004년) : 前 서울대학교 총장
- 고흥환(高興煥, 1934년 ~ 2024) : 연세대학교 체육대학 명예교수
- 고종진(高宗鎭, 1937년 ~ ) : 前 두산 대표이사 회장
- 고윤환(高潤煥, 1957년 ~ ) : 경상북도 문경시장
- 고철우(高喆宇, 1957년 ~ ) : 경북대학교 의대 교수
- 고종욱(高宗郁, 1989년 ~ ) : 기아타이거즈 외야수

## 제주 고씨 양경공파
개성 고씨(開城 高氏)는 제주 고씨 양경공파(良敬公派)라고도 부른다.
『개성고씨양경공파보(開城高氏良慶公派譜)』에 의하면 제주 고씨 중시조 고말로(高末老)가 태조 21년(938년)에 고려에게 귀부하였고, 고유(高維)·고강(高綱)·고소(高紹) 세 아들을 두었으며, 개성 고씨 시조인 고령신은 고소(高紹)의 손자라고 주장한다. 고소는 고열(高烈)이라고도 하였으며 고령신의 조부로 관직이 우복야(右僕射)에 이르렀다. 고소의 아들은 대장군 고문익(高文益)으로 고문개(高文盖)라고도 하였다. 그런데 『고려사』에서 고열과 고문개의 기록을 보면 고열은 주로 정종(靖宗)대에 활동하다 문종 10년(1056년)에 죽었고 고문개는 대장군으로 숙종초에 모반을 꾀하다 유배된 인물이다. 고소의 아버지인 고말로는 938년 고려에 귀부하였으므로 고말로와 고열의 나이 차를 부자사이로 보기에는 무리가 있다. 뿐만 아니라 고말로의 장남 고유(高維)는 정종 11년(1045년)에 과거에 합격하였으므로 고유, 고소를 고말로의 아들이라고 하기에는 연대가 맞지 않는다. 고려사 열전에 의하면 고령신은 어렸을 때 고아로 자랐고 문종조에 과거에 급제하였으며 예종 11년에 72살의 나이로 사망하였다. 만약 고문개가 고령신의 아버지라면 《고려사 열전》에 어려서 고아가 되었다는 기록은 있을 수 없다. 고말로부터 고소, 고문개, 고령신까지 이어지는 세계는 후대에 족보를 편찬하는 과정에서 제주 고씨와 합본하기 위해 만들어진 계보로 보아야 하며, 고령신을 개성 고씨의 실질적인 시조로 보는 것이 합리적이다.

## 과거 급제자
개성 고씨는 조선시대 문과 급제자 12명을 배출하였다.
문과
고대혁(高大赫) 고득용(高得溶) 고몽필(高夢弼) 고상안(高尙顔) 고선경(高善慶)
고언겸(高彦謙) 고유(高裕) 고익형(高益亨) 고인계(高仁繼) 고종필(高宗弼)
고한정(高漢鼎) 고흥운(高興雲)
무과
고금동(高今同) 고득준(高得峻) 고명규(高明奎) 고문혁(高文奕) 고완(高琬)
고처명(高處明) 고처항(高處恒) 고천립(高天立) 고필무(高必武) 고학신(高學信)
고현(高賢) 고희태(高希泰)
생원시
고두연(高斗演) 고맹손(高孟孫) 고몽필(高夢弼) 고봉환(高鳳煥) 고사성(高師聖)
고석우(高錫禹) 고식(高) 고약해(高若海) 고언상(高彦相) 고언홍(高彦洪)
고유(高裕) 고윤상(高允相) 고윤제(高允梯) 고윤주(高允柱) 고응성(高應星)
고일원(高一源) 고종진(高宗鎭) 고한보(高漢輔) 고한정(高漢鼎) 고흥운(高興雲)
진사시
고계서(高啓瑞) 고계포(高季褒) 고대혁(高大赫) 고몽수(高夢洙) 고상안(高尙顔)
고세장(高世章) 고언홍(高彦洪) 고응성(高應星) 고익형(高益亨) 고인계(高仁繼)
고진덕(高晉德)
역과
고대관(高大寬) 고명언(高明彦) 고서운(高瑞雲) 고세관(高世寬) 고시면(高時冕)
고시범(高時範) 고시봉(高時鳳) 고시언(高時彦) 고징후(高徵厚) 고필관(高必寬)
의과
고명호(高命祜) 고세창(高世昌) 고준영(高俊永) 고진원(高晉遠) 고형원(高衡遠)

## 문화재
- 문경 개성고씨 양경공파 문중 전적 및 고문서

## 인구
- 2000년 11,833명
- 2015년 18,247명